# Дубьонський район
Дубьо́нський район (рос. Дубёнский район, ерз. Тумобуе) — муніципальний район у складі Республіки Мордовія Російської Федерації.
Адміністративний центр — село Дубьонки.

## Географія
Район розташований у східній частині республіки, у заплаві річки Чеберчинка, на автотрасі Саранськ — Ульяновськ. Межує з Чамзінським, Атяшевським, Великоберезниківським районами Республіки та Сурським районом Ульяновської області.

## Історія
На території района розташований відомий археологічний комплекс — могильник XVII ст «Колмонь потмо», а також селище з керамікою зрубної культури (епоха бронзи).
Тут працював на посаді 1-го секретаря Дубьонського РК КПРС Анатолій Березін, який пізніше 21 рік очолював партійну владу в Мордовській АССР (1971—1990).

## Населення
Населення району становить 11362 особи (2019, 13851 у 2010, 16366 у 2002).
Понад 60 % населення району за національністю ерзяни, живуть також татари, росіяни, українці, чуваші, марійці.

## Адміністративно-територіальний поділ
На території району 12 сільських поселень:
| Поселення                        | Площа, км² | Населення, осіб (2002) | Населення, осіб (2010) | Населення, осіб (2019) | Центр      | Населені пункти |
| -------------------------------- | ---------- | ---------------------- | ---------------------- | ---------------------- | ---------- | --------------- |
| Ардатовське сільське поселення   | 67,33      | 1568                   | 1309                   | 1109                   | Ардатово   | 3               |
| Дубьонське сільське поселення    | 107,52     | 4236                   | 3858                   | 3529                   | Дубьонки   | 5               |
| Єнгаличевське сільське поселення | 120,70     | 649                    | 496                    | 378                    | Єнгаличево | 2               |
| Кабаєвське сільське поселення    | 84,01      | 1267                   | 1014                   | 749                    | Кабаєво    | 3               |
| Кочкуровське сільське поселення  | 39,88      | 774                    | 639                    | 410                    | Кочкурово  | 1               |
| Красинське сільське поселення    | 150,99     | 1261                   | 989                    | 788                    | Красино    | 4               |
| Ломатське сільське поселення     | 56,22      | 503                    | 383                    | 310                    | Ломати     | 2               |
| Моргинське сільське поселення    | 40,44      | 601                    | 513                    | 372                    | Морга      | 1               |
| Петровське сільське поселення    | 25,91      | 493                    | 434                    | 403                    | Петровка   | 1               |
| Поводимовське сільське поселення | 110,69     | 3474                   | 3031                   | 2406                   | Поводимово | 4               |
| Пуркаєвське сільське поселення   | 53,83      | 1000                   | 764                    | 574                    | Пуркаєво   | 1               |
| Чеберчинське сільське поселення  | 38,86      | 540                    | 421                    | 334                    | Чеберчино  | 2               |

- 17 травня 2018 року було ліквідовано Кайбічевське сільське поселення, його територія увійшла до складу Ардатовського сільського поселення[4].
- 24 квітня 2019 року було ліквідовано Березовське сільське поселення, його територія увійшла до складу Дубьонського сільського поселення; було ліквідовано Ніколаєвське сільське поселення, його територія увійшла до складу Красинського сільського поселення[5].
- 19 травня 2020 року було ліквідовано Чиндяновське сільське поселення, його територія увійшла до складу Поводимовського сільського поселення[6].

## Найбільші населені пункти
Найбільші населені пункти з чисельністю населення понад 1000 осіб:
| № | Населений пункт | Населення, осіб (2002) | Населення, осіб (2010) |
| - | --------------- | ---------------------- | ---------------------- |
| 1 | Дубьонки        | 3 581                  | 3 325                  |
| 3 | Поводимово      | 2 581                  | 2 327                  |
| 2 | Ардатово        | 1 124                  | 1 025                  |

## Господарство
Промисловість в районі представлена двома комбінатами (Дубьонський, Пуркаєвський), крохмальним, пеньковим та маслоробним заводами, є також друкарня. Продукція Дубьонського промкомбінату — господарчі шнури. Продукція пенькозаводу та крохмального підприємства експортується.

## Персоналії
У районі народились:
- Арапов Олександр Васильович (1959—2011) — ерзянський письменник і поет, журналіст, перекладач, бард (с. Чиндяново).
- ерзянин Максим Пуркаєв — генерал армії СРСР, начальник Київського військового округу в часи політичного союзу СРСР та гітлерівської Німеччини (1940), (с. Поводимово).
- Ломшина-Рябова Людмила Олександрівна (8 1982) — ерзянська письменниця та поетеса, (с. Пуркаєво).